# Bir Ghbalou
Bir Ghbalou est une commune de la wilaya de Bouira en Algérie.

## Géographie
| Sedraia(wilaya de Médéa )        | El Khabouzia | El Khabouzia |
| Sedraia(wilaya de Médéa )        | Bir Ghbalou  | El Khabouzia |
| Bir Ben Laabed(wilaya de Médéa ) | Raouraoua    | Raouraoua    |

## Toponymie
Le nom de la commune est constitué de la base « bir » (« puits » en arabe) et du formant « ghbalou », forme arabisée du mot berbère « aghbalou » signifiant « source ». Le nom complet de la localité signifie donc « puits de la source ».